# Ostensoir

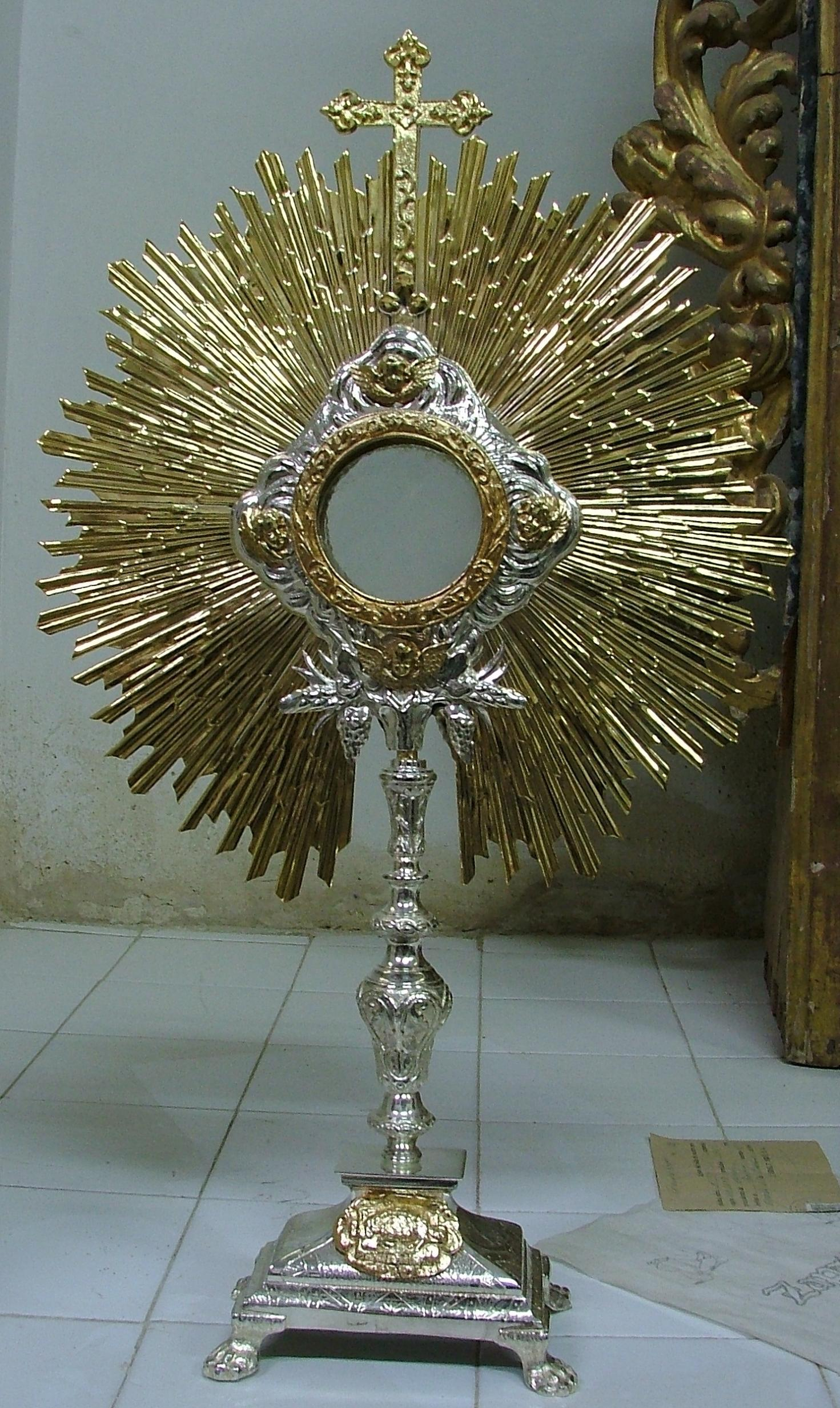
Ostensoir pour hostie de concélébration, première moitié du XXe siècle. Iglesia de San Pedro, Ayerbe (Espagne) (crédit photo : Francisco Sastrón, 2006).

Un ostensoir est un objet liturgique de l'Église catholique romaine, l'Église vieille-catholique et de l'Église anglicane dans lequel est présentée une hostie consacrée à l'adoration des fidèles, et qui est généralement placé sur un autel. Monté sur un pied, il consiste aujourd'hui en une custode de verre entourée de rayons qui lui donnent l'apparence du soleil.
Un ostensoir de forme allongée est désigné sous le terme de « monstrance » (du latin monstrantia, montrer, parce que les espèces – apparences sensibles – du pain et du vin sont visibles) lors du concile de Cologne en 1452, terme se référant également à un reliquaire portatif destiné à l'exposition des reliques.

## Histoire

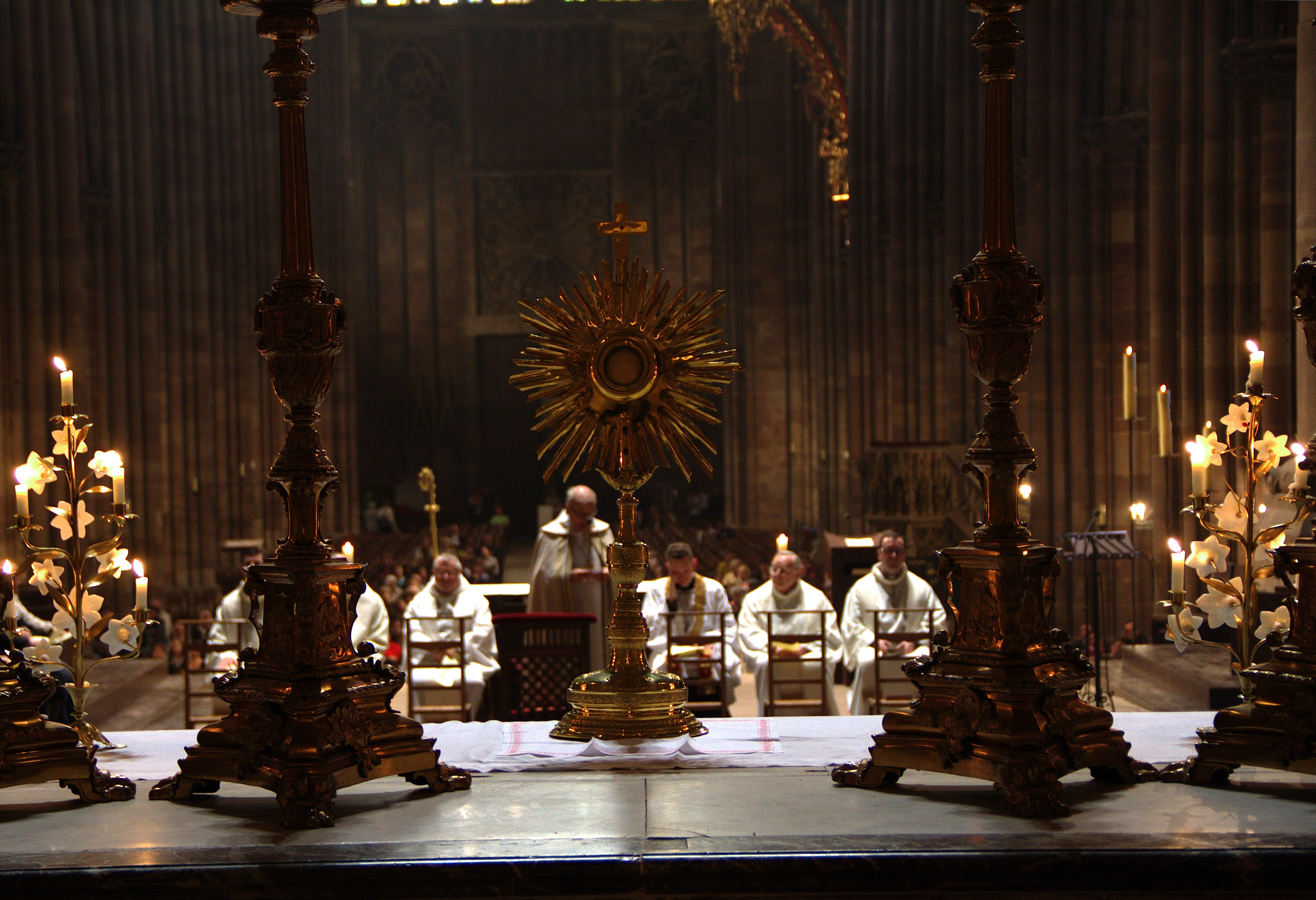
Exposition du Saint-Sacrement à la cathédrale Notre-Dame de Strasbourg lors de la Fête-Dieu le 2 juin 2013.

On donne le nom de melchisédechs aux ostensoirs en forme de petits autels portatifs destinés à recevoir l'Eucharistie, ce nom faisant référence au récit biblique de l'offrande de Melchisédech à Abraham.
L'origine des ostensoirs remonte au XIIIe siècle lors de l'instauration de la Fête-Dieu au cours de laquelle il est traditionnellement porté en procession solennelle. C'est le pape Jean XXII, en 1318, qui a instauré ce cortège solennel. Le concile de Trente (1515-1563) confirme cette pratique, la considérant comme une profession publique de foi en la présence réelle du Christ dans l’Eucharistie. L'utilisation des ostensoirs dans les cathédrales et les processions atteint son apogée au XIVe siècle et XVe siècle, particulièrement dans les Flandres et en Allemagne.

## Description
Il s'agit d'une pièce d'orfèvrerie, destinée à contenir l'hostie consacrée et à l'exposer à l'adoration des fidèles (Adoration du Saint-Sacrement).
Il peut être utilisé à l'intérieur d'une église, pour l'Adoration du Saint-Sacrement, ou bien lors de processions telles que la Fête-Dieu, soixante jours après Pâques. L'ostensoir figure très souvent la forme d'un soleil, dans lequel un espace circulaire (la lunule) est aménagé au centre afin de recevoir l'hostie consacrée.
Lorsque le prêtre installe l'hostie consacrée dans la lunule, il la soustrait au regard des fidèles grâce au voile huméral. De même, lorsque l'ostensoir est amené en procession, le prêtre ne touche la monstrance qu'avec ce voile.
La tradition veut que lorsque le Saint-Sacrement est exposé, les croyants s'agenouillent, en marque de respect devant celui qu'ils considèrent comme étant Dieu.

## Galerie

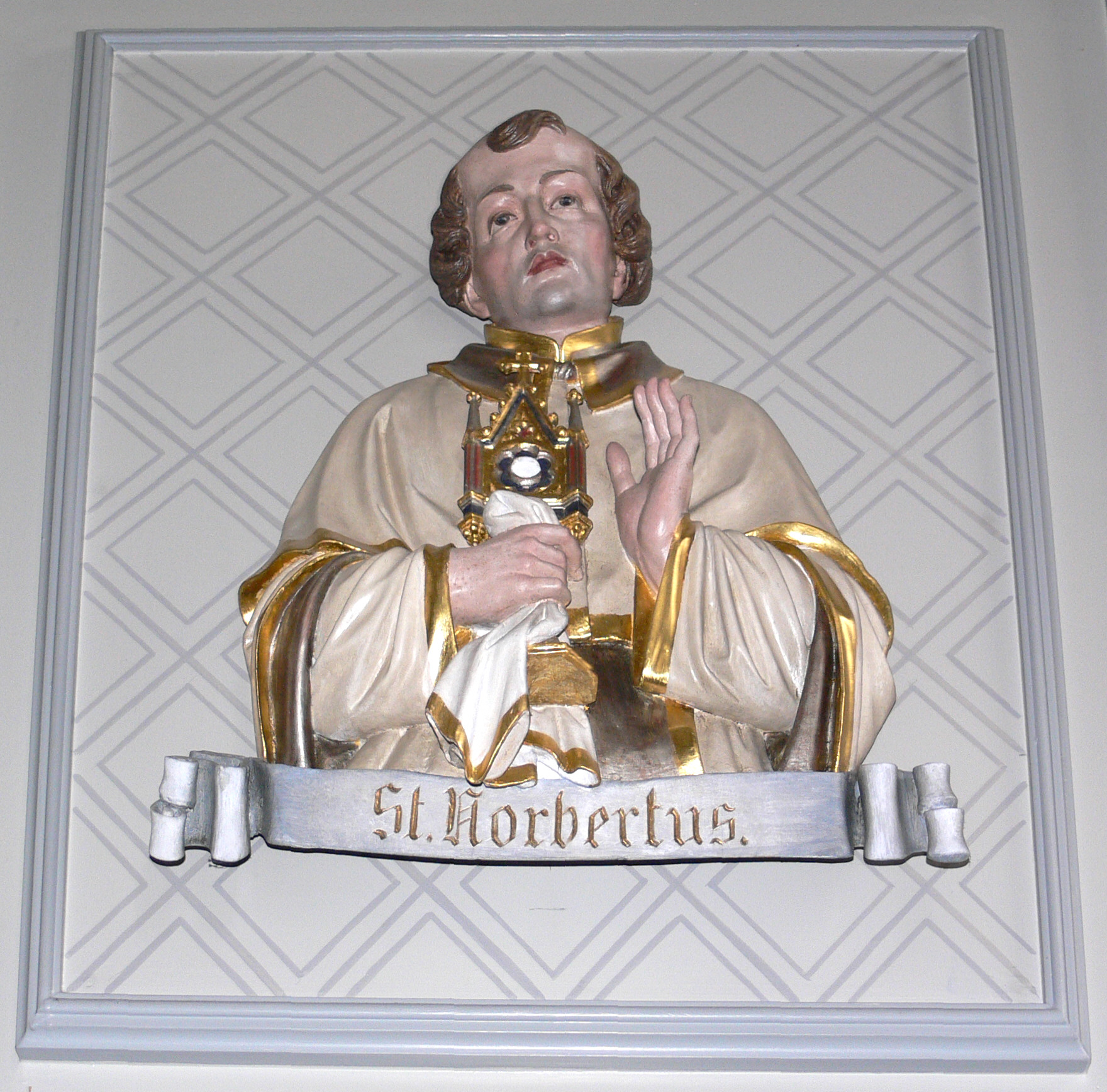
Attribut de saint Norbert.
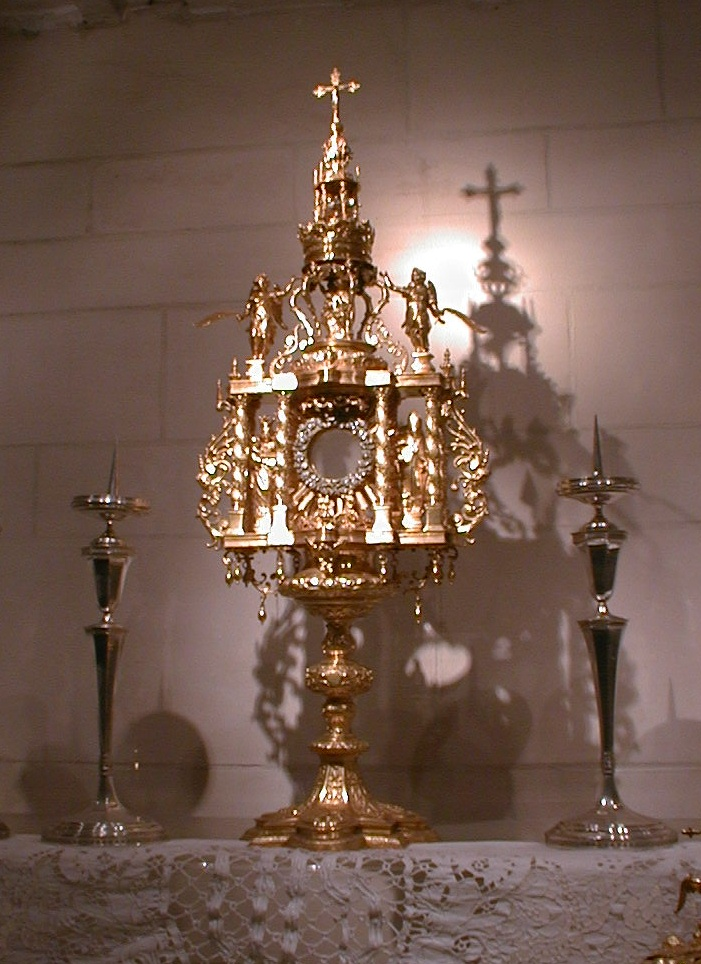
Un ostensoir du XVIIe siècle.
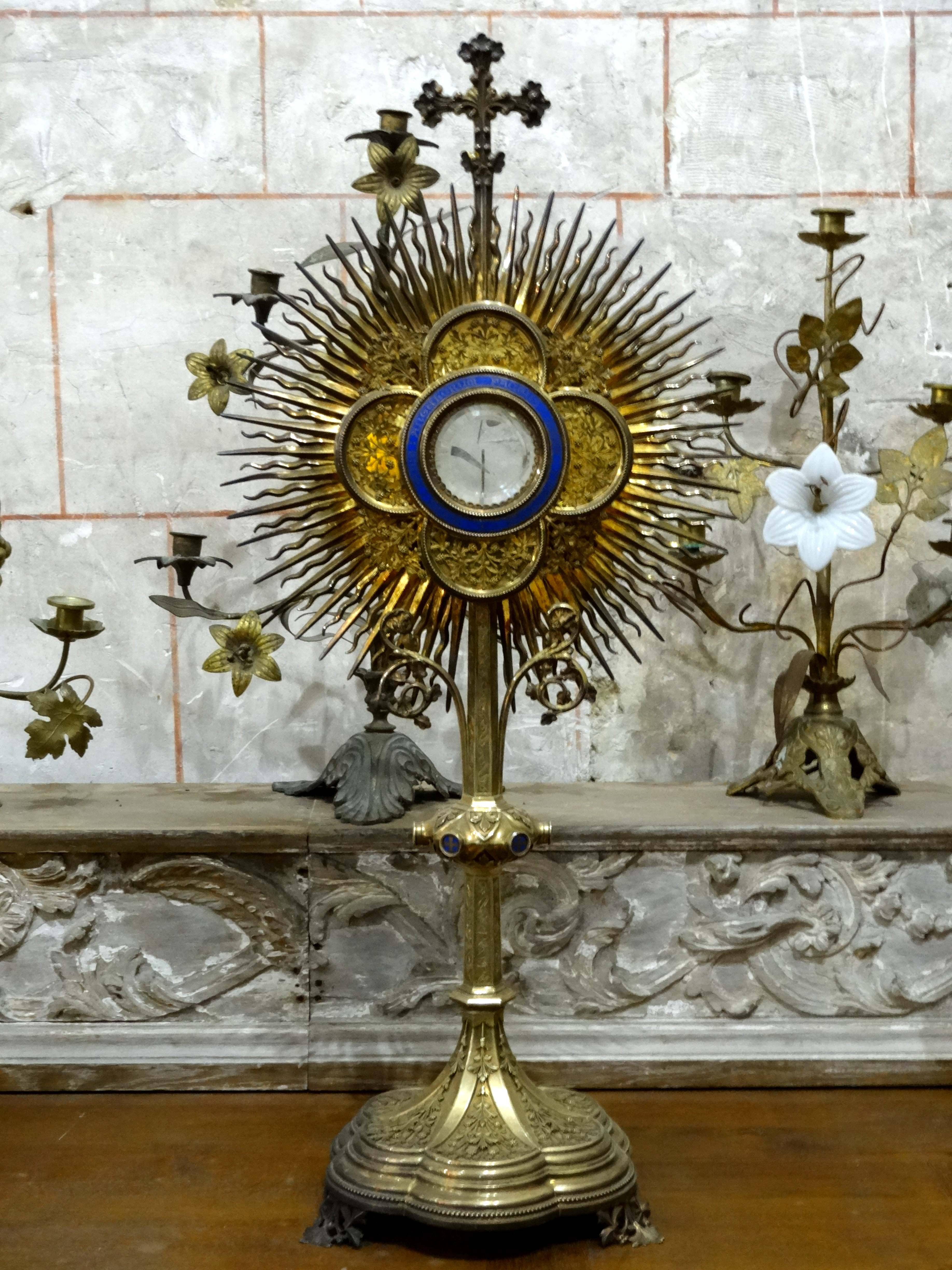
Ostentoir-soleil.

### Articles liés
- Saint Sacrement
- Adoration eucharistique
- Enrique de Arfe
- Liturgie catholique